# Червен есенен Калвил
Червен есенен Калвил е френски сорт ябълка.
Плодове средно едри, конусовидно закръглени, с ясно очертани ребра (дялове), карминеночервени. Плодовото месо е мраморно кървавочервено, средно сочно, сладковинено, ароматично. Дърво буйно растящо, родовито.